# 姫路第一発電所
姫路第一発電所（ひめじだいいちはつでんしょ）は、兵庫県姫路市にある関西電力の天然ガス火力発電所。
当初の名称は『姫路発電所』であったが、1961年2月1日に現在の名称に改称された。なお、現在の『姫路発電所』は、同市内にある太陽光発電所（2014年に営業運転開始）のことを指している。

## 概要
1953年8月31日に1期工事として1号機の新設工事が着工し、1955年9月6日に1号機が運転を開始、4号機までが建設された。当初は石炭火力だったが、石油を経てLNGと変遷していった。また、国産第一号のクロスバ自動交換機が設置されている（1955年9月2日）。
その後、日本初の多軸再熱型コンバインドサイクル発電方式を採用した5、6号機が増設され、一方で老朽化に伴い1〜4号機は廃止された。
2011年3月11日に発生した福島第一原子力発電所事故により複数の原子力発電所の運転再開のめどがたたず電力供給力が低下したため、小型電源を新設した。
高さ204mの煙突は天気予報を兼ねたライトアップが施され、地域住民に親しまれるとともに付近を航行する船舶からの目印になっていた。東日本大震災以後、節電のためにライトアップを休止している。

## 発電設備
- 総出力：150.74万kW（2013年現在）[6]

5号機
発電方式：多軸型1,300℃級改良型コンバインドサイクル発電(Advanced Combined Cycle)方式
定格出力：72.9万kW
ガスタービン：15.7万kW × 3軸
蒸気タービン：25.86万kW × 1軸
使用燃料：LNG
熱効率：54.0%（低位発熱量基準）
営業運転開始：1995年4月28日
6号機
発電方式：多軸型1,300℃級改良型コンバインドサイクル発電(ACC)方式
定格出力：71.3万kW
ガスタービン：14.03万kW（計画時） × 3軸
蒸気タービン：24.91万kW（計画時） × 1軸
使用燃料：LNG
熱効率：54.0%（低位発熱量基準）
営業運転開始：1996年5月30日
ガスタービン1号機
発電方式：ガスタービン発電方式
定格出力：3.27万kW
使用燃料：LNG
営業運転開始：2012年8月8日
ガスタービン2号機
発電方式：ガスタービン発電方式
定格出力：3.27万kW
使用燃料：LNG
営業運転開始：2012年8月13日

## 廃止された発電設備
- 総出力：42.2万kW
- 発電方式：汽力発電方式

1号機（廃止）
定格出力：6.6万kW
使用燃料：LNG（過去には石炭、石油も使用）
営業運転期間：1955年9月2日 - 2001年6月30日
2号機（廃止）
定格出力：7.5万kW
使用燃料：LNG（過去には石炭、石油も使用）
営業運転期間：1957年9月2日 - 2001年6月30日
3号機（廃止）
定格出力：12.5万kW
使用燃料：LNG（過去には石炭、石油も使用）
営業運転期間：1959年9月1日 - 2001年6月30日
4号機（廃止）
定格出力：15.6万kW
使用燃料：LNG（過去には石炭、石油も使用）
廃止時期：2001年6月30日